# إينيس مورينو
إينيس مورينو (بالإسبانية: Inés Moreno)‏ هي ممثلة أرجنتينية، ولدت في 1901 ببوينس آيرس في الأرجنتين.

## وصلات خارجية
- إينيس مورينو على موقع IMDb (الإنجليزية)
- إينيس مورينو على موقع قاعدة بيانات الفيلم (الإنجليزية)